# Edithcolea
Edithcolea es un género monotípico de plantas fanerógamas de la familia Apocynaceae. Contiene una única especie, Edithcolea grandis N.E.Br.. Es originaria de África (Tanzania, Kenia, Etiopía), Arabia y Socotra.

## Descripción
Es una planta con tallos suculentos que alcanza los 15 cm de alto, poco ramificada, con el látex incoloro; sus órganos subterráneos  consisten en raíces fibrosas. Las ramas suculentas, de color verde oscuro (con marcas oscuras alrededor de sus hojas rudimentarias), cilíndricas, de 2-30 cm de largo, 10-18 mm de ancho , cuadrangulares, con ángulos redondeados, glabros. Las hojas persistentes, reducidas a escamas, sésiles, de propagación horizontal, las escalas que constituyen espinas de 0.1-0.2 cm de largo, 0,1 cm de ancho, agudas; con estípulas reducidas.
Las inflorescencias son extra-axilares, generalmente separadas en los flancos basales de los tallos, con 1-2-de flores, con solo una flor abierta de forma simultánea, simples, sésiles; con pedicelos glabros; raquis caducos y brácteas lanceoladas. 

## Taxonomía
Edithcolea grandis  fue descrito por Nicholas Edward Brown y publicado en Bulletin of Miscellaneous Information Kew 1895: 220. 1895.
Citología
Tiene un número de cromosomas de: 2n= 22 (E. grandis N.E.Br.).
Sinonimia
- Edithcolea sordida N.E.Br.[3]

## Galería

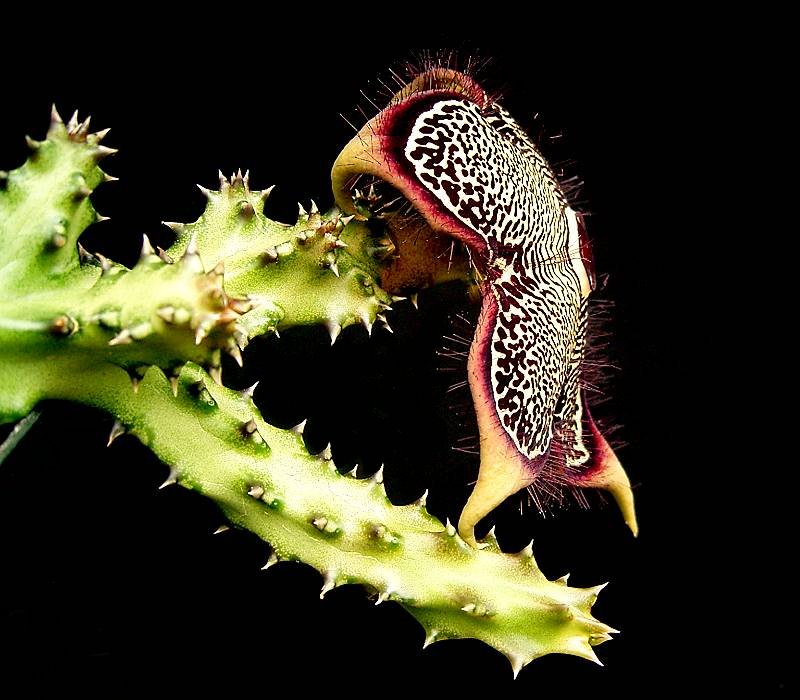
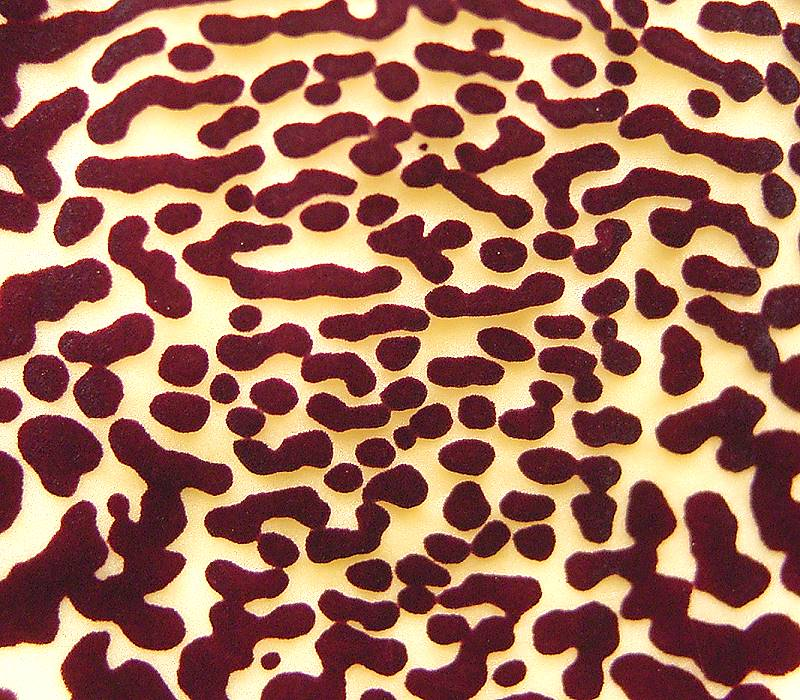
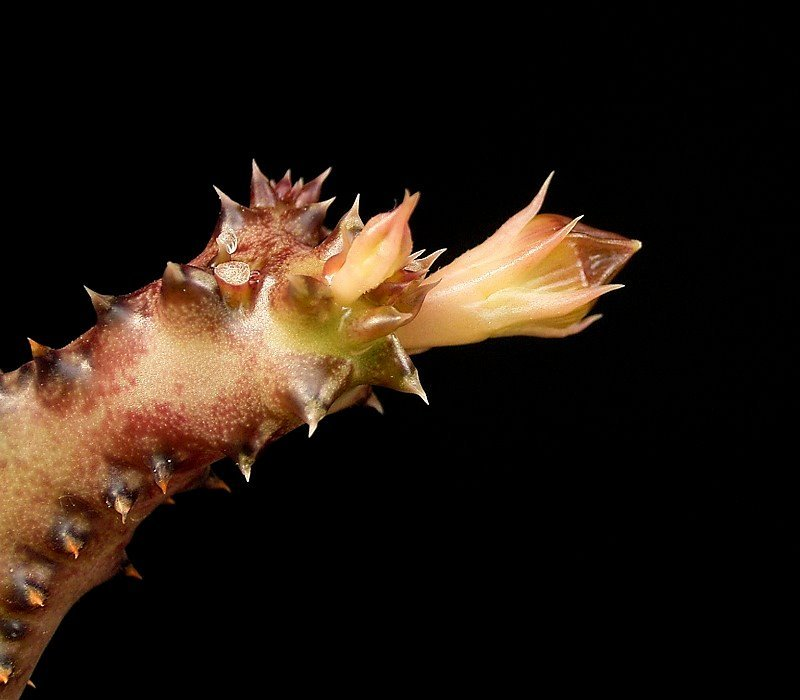
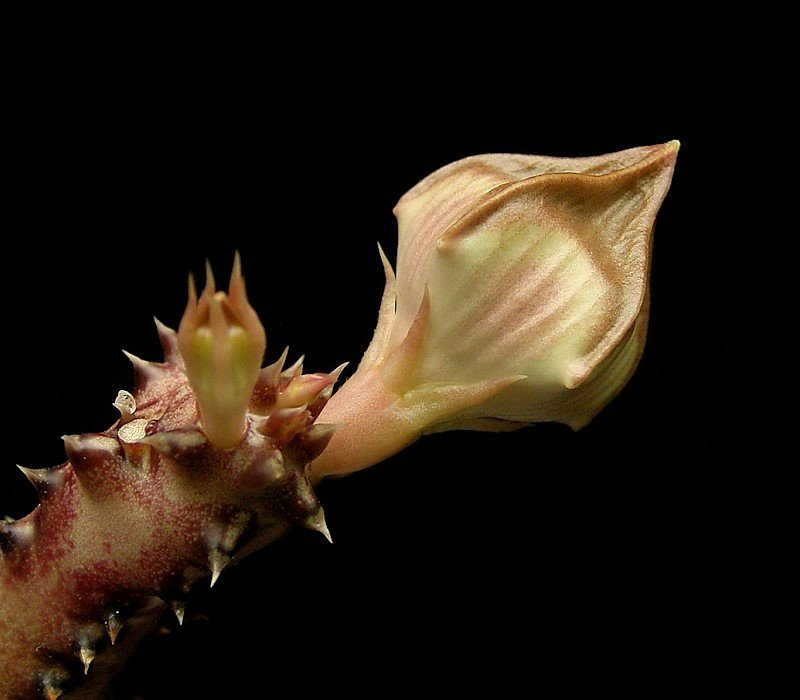
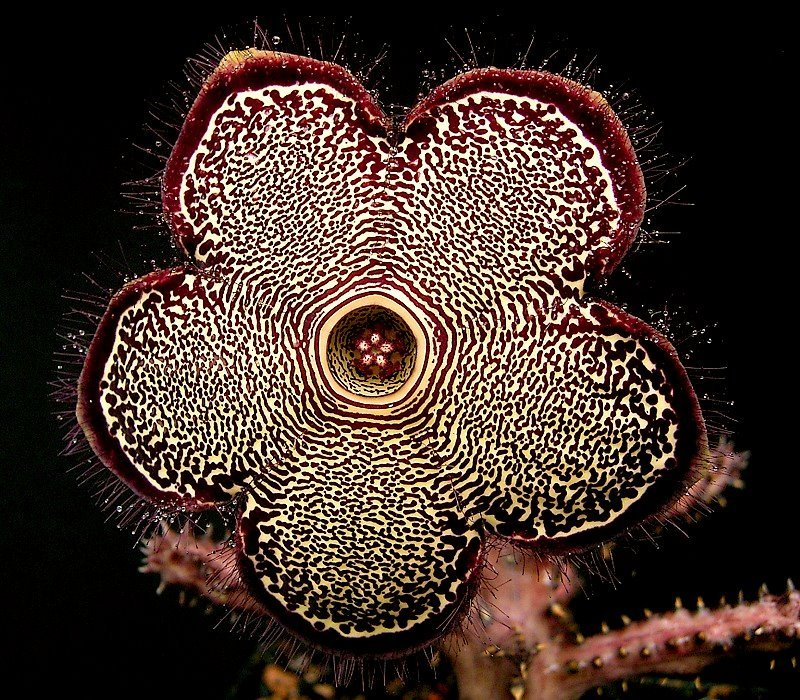
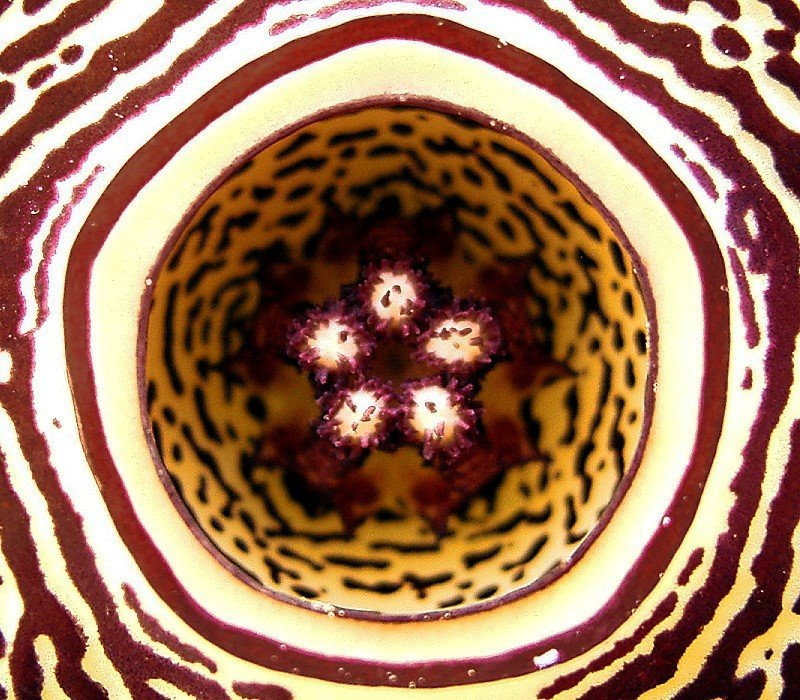
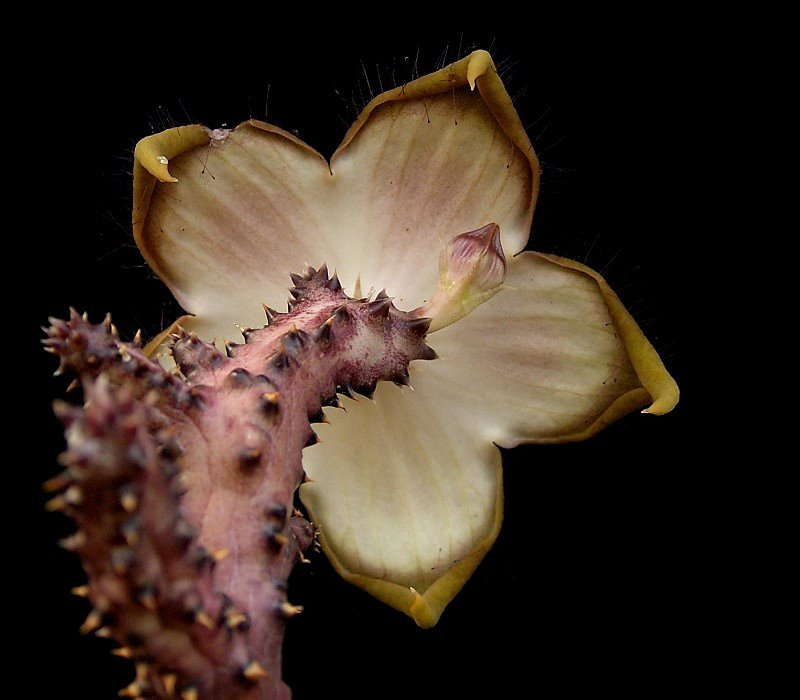
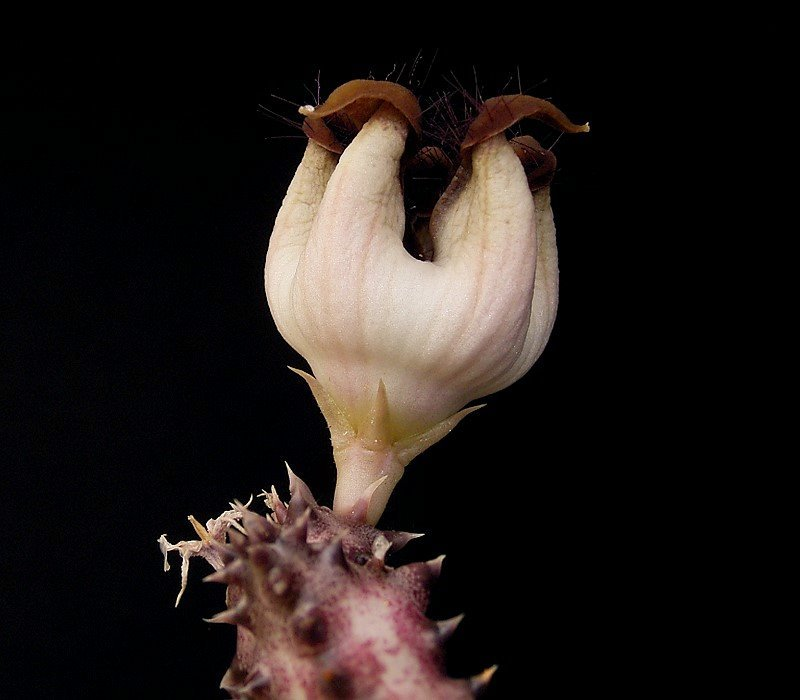